# Sean-Nós Nua
Sean-Nós Nua è il sesto album discografico in studio della cantante irlandese Sinéad O'Connor, pubblicato nel 2002. Contiene canzoni tradizionali irlandesi tradotte e riarrangiate.

## Tracce
1. Peggy Gordon – 5:38
2. Her Mantle So Green – 5:35
3. Lady Franklin' – 4:59
4. The Singing Bird – 4:27
5. Óró Sé do Bheatha 'Bhaile – 3:19
6. Molly Malone – 3:32
7. Paddy's Lament – 5:26
8. The Moorlough Shore – 5:25
9. The Parting Glass – 4:31
10. Báidín Fheilimí – 3:20
11. My Lagan Love – 4:42
12. Lord Baker (con Christy Moore) – 11:38
13. I'll Tell Me Ma – 2:21